# Palmischbirne

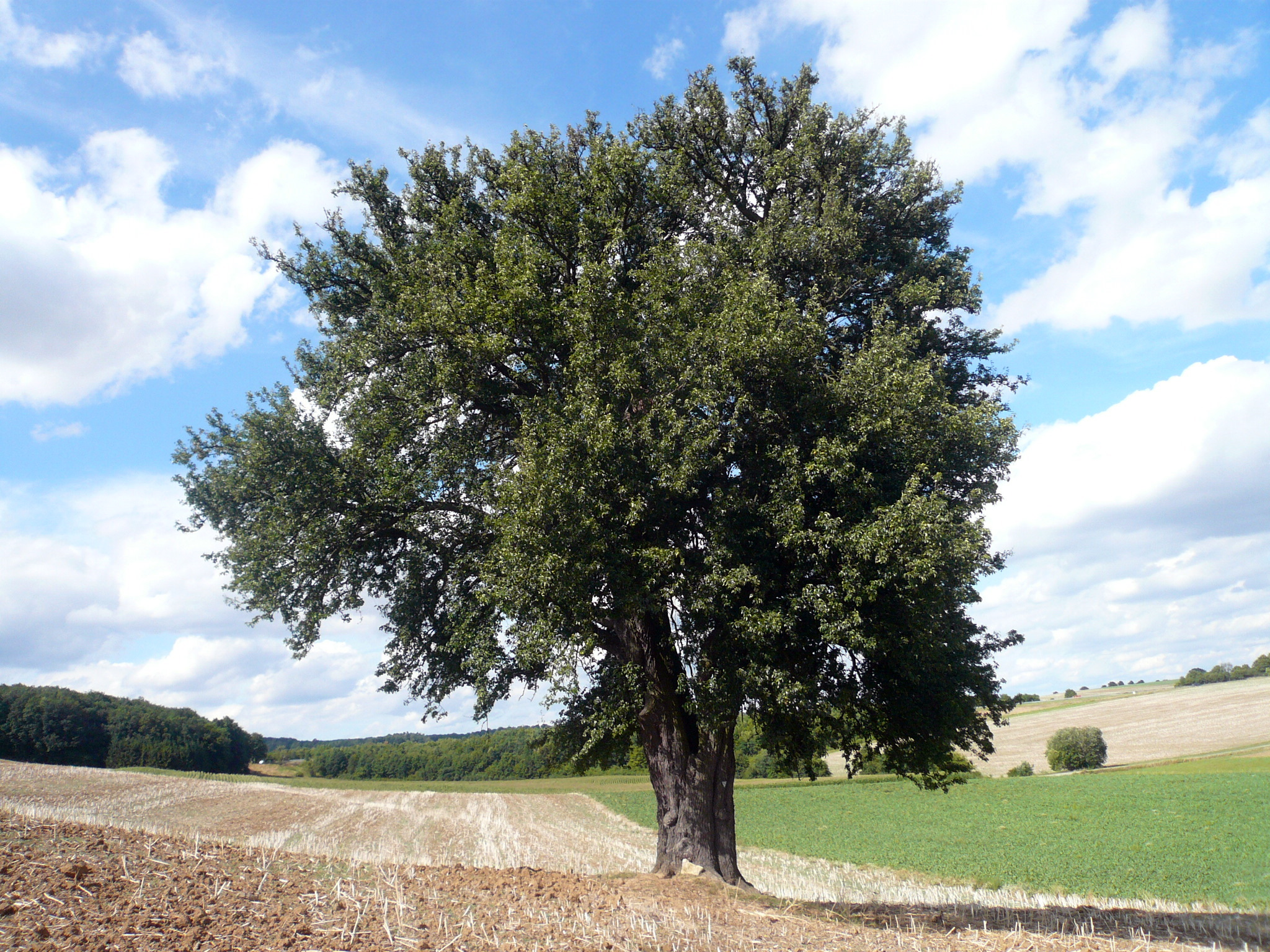
Baum der Palmischbirne

Die Palmischbirne ist eine Sorte der Birne (Pyrus communis), die ihre Verbreitung vor allem in Württemberg, Österreich und der Schweiz hat. Die Sorte wurde 2005 zur Streuobstsorte des Jahres in Baden-Württemberg gewählt.
Die sehr alte Mostbirnensorte wurde zuerst von dem Pomologen Johann Bauhin im Jahr 1598 als 'Böhmisch Byren' beschrieben. Synonyme sind die Bezeichnungen 'Böhmische Birne', 'Bäumschbirne‘, 'Schwabenbirne' und 'Mädlesbirne'.

## Beschreibung
Die Sorte 'Palmischbirne' wächst als mächtiger, eichenartiger Baum, der ein hohes Alter erreichen kann. Die Bäume gelten vor allem im Streuobstbau als von landschaftsprägendem Charakter. Oft treten am Stamm alter Bäume Sphaeroplasten (Auswüchse) auf. Die Rinde junger Zweige ist hell- bis grau-gelb. Die aprikosenbaumähnlichen Laubblätter sind in Blattstiel und Blattspreite gegliedert. Der Blattstiel ist relativ lang und dünn. Die einfache Blattspreite ist zuerst hell und wird später dunkelgrün. 
Die Blütezeit ist früh. Die fünf mittelgroßen Kronblätter sind weiß.
Der Fruchtstiel ist lang, dünn und glänzend. Die Früchte der Palmischbirne sind klein (50 bis 60 g) und kreiselförmig. Die Fruchtschale ist grünlich bis hellgelb mit goldgelbem Rost und großen, hellen Punkten. Der große, offene Kelch ist an der Basis verwachsen. Das weißgelbliche Fruchtfleisch ist essbar und von süßherbem, würzigem Geschmack, wird jedoch relativ schnell teigig. Die mittelgroßen Kerne sind rundlich oval. Die Palmischbirne reift Mitte September und erreicht einen Zuckergehalt von 16,5 Prozent (60–80 °Oechsle).

## Nutzung und Krankheiten
Verwendung findet die Frucht vor allem als Brenn-, Most- und Dörrbirne. Die Sorte 'Palmischbirne' zeichnet sich durch reichen und regelmäßigen Ertrag aus. Sie ist anspruchslos gegenüber ihrem Standort, früher wurde die Sorte oft auf Keuperböden gepflanzt. Für Krankheiten ist sie wenig anfällig, beispielsweise resistent gegen Feuerbrand.